# 9859 Van Lierde
9859 Van Lierde è un asteroide della fascia principale. Scoperto nel 1991, presenta un'orbita caratterizzata da un semiasse maggiore pari a 2,8766222 UA e da un'eccentricità di 0,0108361, inclinata di 1,21959° rispetto all'eclittica.